# 漳州城市职业学院
漳州城市职业学院是福建省的一所公立全日制大专学院，校址位于漳州市芗城区西洋坪路，在漳州高校园区之内。该校亦称"城职"。

## 学院概况
学院占地面积约12万平方米，拥有336名教师，约5325名在校学生。校内拥有图书馆、运动场及实训室等教学设施。

## 历史沿革
该学院最初为建于1905年汀漳龙师范传习所，后为龙溪师范学校。2003年，龙溪师范学校、云霄师范学校（创办于1958年）并入漳州教育学院（前身为1955年2月创办的龙溪专区小学行政干部讲习班）。2007年，经福建省人民政府批准，教育部备案，“漳州教育学院”改制为普通高等职业学校，更名为“漳州城市职业学院”

## 学院设置
此学院共设七个系，分别为:
- 教师教育系
- 学前教育系
- 园林园艺系
- 食品工程系
- 文化艺术创意系
- 经济管理系
- 电子信息工程系